# Eduard Strasburger
Eduard Adolf Strasburger, född 1 februari 1844 i Warszawa, död 19 maj 1912 i Bonn, var en polsk-tysk botaniker. 
Strasburger blev filosofie doktor i Jena 1866, privatdocent i Warszawa 1868 och e.o. professor i Jena 1869, ordinarie professor där 1871 samt kallades till professor i Bonn 1880. Han inriktade sig främst på studiet av växtcellen, särskilt cellkärnan. Han grundlade, utbyggde och fördjupade denna forskningsgren, cytologin. I ett stort antal grundläggande arbeten behandlade han utvecklingshistoriska frågor, redogjorde för mossors, ormbunkars och barrträds befruktning samt meddelade sina upptäckter över bland annat cellväggens och protoplasmans struktur samt ledningsbanornas byggnad och förrättningar; men hans förnämsta livsgärning var den noggranna framställningen av cellkärnans finare byggnad, dess uppkomst genom delning, upptäckten av kärndelningsfigurerna samt påvisandet av smådelarnas gestalt, lagbundna anordning och betydelse för växtlivet.
Strasburger var mycket framstående som föreläsare och undervisare, och Bonninstitutet var därför flitigt besökt även av utländska botaniker inom det histologiska, särskilt det cytologiska, facket. Av hans lärjungar kan nämnas Heinrich Schenck. Genom en lärobok i mikroskopering, Das grosse botanische Praktikum (1884; flera upplagor), utövade Strasburger stort inflytande (näst Julius von Sachs det dittills största som botanisk läroboksförfattare); ett utdrag var Das kleine botanische Praktikum (1884; flera upplagor). Strasburger var en av de fyra författare (se Fritz Noll), som utgav den även i Sverige allmänt använda "Bonner-Lehrbuch" (1894; under hans livstid 11 upplagor), i vilken han skrev morfologin. Strasburger utgav även reseskildringar från Hohe Tatra och Centralpyrenéerna samt Streifzüge an der Riviera (1895; flera upplagor). Han blev ledamot av Vetenskapssocieteten i Uppsala 1909. 
Auktorsnamnet Strasb. kan användas för Eduard Strasburger i samband med ett vetenskapligt namn inom botaniken; se Wikipediaartiklar som länkar till auktorsnamnet.

## Övriga skrifter i urval
- Die Coniferen und Gnetaceen (1872)
- Ueber Azolla (1873)
- Ueber Zellbildung und Zellteilung (1875; flera upplagor)
- Die Angiospermen und die Gymnospermen (1879)
- Ueber den Bau und das Wachstum der Zellhäute (1882)
- Ueber den Teilungsvorgang der Zellkerne (1882)
- Neue Untersuchungen über den Befruchtungsgang der Phanerogamen (1884)
- Ueber das Wachstum vegetabilischer Zellhäute (1889)
- Ueber den Bau und die Verrichtungen der Leitungsbahnen in den Pflanzen (1891)
- Ueber Reduktionsteilung, Spindelbildung, Centrosomen etc. (1900)
- Ueber Plasmaverbindungen pflanzlicher Zellen (1901)
- Die stofflichen Grundlagen der Vererbung im organischen Reiche (1905)
- Die Ontogenie der Zelle seit 1875 (1907)
- Ueber die Individualität der Chromosomen und die Pfropfhybridenfrage (1907)
- Ueber geschlechtsbestimmende Ursachen (1910)